# ماني لوسون
ماني لوسون (بالإنجليزية: Manny Lawson)‏ هو لاعب كرة قدم أمريكية أمريكي، ولد في 3 يوليو 1984 في غولدزبورو في الولايات المتحدة.

## وصلات خارجية
- ماني لوسون على موقع الاتحاد الدولي لألعاب القوى (الإنجليزية)
- ماني لوسون على موقع مرجع كرة القدم المحترفة.كوم (الإنجليزية)